# Svipdag
Svipdag er helten i to nordiske eddadigte; Grógaldr og Fjölsvinnsmál. De to digte kaldes samlet Svipdagsmál. En figur af samme navn optræder også som helt og bersærker i tilknytning til sagnkredsen omkring Skjoldungerne; fortællingerne om dem stammer fra et geografisk stort område og langt tidsrum. Svipdag optræder i forbindelse med konflikten mellem Rolf Krake og hans stedfar, den svenske konge Adils. I Rolf Krakes saga hedder det, at helten Svipdag først kæmper for kong Adils i Uppsala, for siden at gå i Rolf Krakes tjeneste..
Derudover nævnes en person ved navn Svipdag i Heimskringla, og i Gesta Danorum som en af Hugleiks mænd (her måtte han kæmpe mod sin ven Geigad), og som én af kong Hadings bersærkere. Hvorvidt der findes nogen forbindelse mellem de forskellige figurer af samme navn, er imidlertid usikkert.

## Svipdagskvadet
I første del af fortællingen bliver Svipdag pålagt en opgave af sin stedmor, han skal vinde jættekvinden Mengløds hånd. For at kunne gennemføre opgaven, vækker han sin biologiske mor, vølven Groa, fra de døde. Hun kaster ni fortryllelser for ham, så han sikkert kan nå frem til det sted, hvor Menglød befinder sig. Ved begyndelsen af anden del står Svipdag foran porten til en borg, der imidlertid bevogtes af trolden Fjølvin. Svipdag må indlade sig på en gådeleg med trolden, indtil den afslører, at borgen beboes af Menglød, og at kun helten Svipdag må slippes gennem porten, hvorpå Svipdag afslører, at det er ham. Svipdag lukkes ind og bydes velkommen af Menglød.
I digtet - hvor Menglød er omdøbt til Menglad - lyder det:
Fjølsvid:

42.
Der er ikke nogen, 

som skal naa at sove 

i Menglads myge Arm, 

foruden Svipdag - 

den sollyse Mø 

blev skabt til at være hans Viv. 

Svipdag: 

43.
Luk Døren op! 

jeg vil ind – gør Plads! 

Se, jeg er Svipdag selv! 

Men spørg først Menglad 

fra mig, om hun vil 

blive glad, naar jeg gaar ind til hende. 
(overs.: Olaf Hansen, 1911)
Svipdags fortryllede rejse til en anden verden er en parallel til Høders rejse hos Saxo og Skirners frierfærd til Jotunheim, hvor han skulle overtale jættekvinden Gerd til at blive guden Heimdalls hustru.